# Савальского лесничества
Савальского лесничества — посёлок в Терновском районе Воронежской области России.
Входит в Терновское сельское поселение.

## География
Лес на территории лесничества смешанный, с преимуществом сосны. Патрулируется на случай пожаров, на территории лесничества проводятся естественнонаучные экспедиции школьников.

## Население
| 2005 | 2010 |
| ---- | ---- |
| 78   | ↘55  |